# Тополог
Тополог (рум. Topolog) — река в Румынии в жудецах Арджеш и Вылча, левый приток Олта. Длина равна 111 км, а площадь бассейна — 543 км².
Начинается в горах Фэгэраш при слиянии у загона Мызгав речек Скара и Несой. От истока течёт на юг, сначала по горам, поросшим пихтовым лесом, потом по холмистой местности через сёла Сэлэтруку-де-Сус, Сэлэтруку-де-Жос, Вэлени, Шуич, Рудени, Нягош, Бырсешти-де-Жос, Тиквени, Чофринджени, Поенари-де-Арджеш, Иоаничешти. Затем поворачивает на юго-запад, протекает через Корби-дин-Вале, Предешти. Впадает в Олт между сёл Кокору и Галича на высоте 198 м над уровнем моря.
Ширина реки выше Сэлутруку-де-Сус — 15 м, глубина — 0,8 м, скорость течения у Тинквени — 0,6 м/с.
Основные притоки — Шербеняса (пр), Чутешти (пр), Бэдислава (пр), Кэрпениш (пр), Валя-Плопилор (лв), Кумпена (лв), Тополоджел (пр).